# Краснинський район (Липецька область)
Краснинський район (рос. Краснинский район) — муніципальне утворення у Липецькій області.